# El Zapote, Atzalan
El Zapote är en ort i Mexiko.   Den ligger i kommunen Atzalan och delstaten Veracruz, i den sydöstra delen av landet, 230 km öster om huvudstaden Mexico City. El Zapote ligger 466 meter över havet och antalet invånare är 247.
Terrängen runt El Zapote är kuperad. Runt El Zapote är det ganska tätbefolkat, med 129 invånare per kvadratkilometer. Närmaste större samhälle är Martínez de la Torre, 18,5 km nordväst om El Zapote. Omgivningarna runt El Zapote är en mosaik av jordbruksmark och naturlig växtlighet.